# Lingua xaasongaxango
La lingua xaasongaxango (o xasonga) anche detta kassonke (khassonké) è una lingua del gruppo Mandingo, parlata dai Khassonké del Mali occidentale. È lingua nazionale in Mali.  La lingua è molto simile al maninkakan occidentale del Senegal orientale, tanto che secondo alcuni, si tratterebbe di dialetti della medesima lingua, per altri, che adducono motivazioni sociolinguistiche, sono da considerarsi lingue diverse È anche mutuamente intelligibile con il bamanankan che quasi tutti i locutori in xaasongaxango conoscono e parlano.